# عروه بارقی
عروة بن جعد بارقی ازدی و به قولی ابن ابی جَعد بارقی، از صحابیون محمد پیامبر اسلام و بعدها از طرفداران علی بن ابی طالب گردید. عروه، از «اصحاب صُفّه» بود. او در کوفه ساکن شد و پس از چندی به مدائن و از آن جا به (بَرازُ الروز) در یک منزلی نهروان رفت و به عنوان مرزبان در آن جا ماند.

بنابر گزارش ابن حجر، عروه اوّلین قصّه گو در شهر کوفه بوده‌است. در فتوحات روزگار ابوبکر در منطقه شام و به سرکردگی خالد بن ولید حضور داشت و عمر قبل آن که شریح را قاضی کوفه کند، او را همراه سلیمان بن ربیعه برای تصدی امر قضا به کوفه فرستاد.
در روزگار عثمان و به امر او، ابتدا به کوفه و سپس همراه عدّه ای از بزرگان کوفه که از کارهای خلیفه انتقاد می‌کردند، به شام و سپس به حمص تبعید شد.

## حدیث
درحدیث عروه بارقی است که رسول خدا به ایشان یک دینار داد تا با آن گوسفندی بیاورد. ایشان جایی می‌شناخت که گوسفند ارزان بود رفت و دو گوسفند خرید و جایی را
می‌شناخت طالب گوسفند بودند یک گوسفند را یک دینار فروخت و خدمت آن حضرت با یک گوسفند و یک دینار رسید و حضرت به او تبریک گفتند در این دست با برکت تو. «بارک الله لک فی صفقه یمینک».
این حدیث را از پیامبر (ص) روایت کرده‌است: " بر پیشانی مبارک اسبان تا قیامت پاداش آخرت و غنیمت آویخته است. " شیب بن غرفده می‌گوید: در خانه عروه بن جعد هفتاد اسب دیدم که از روی شوقی که به (دستور و تشویق خدا در قرآن دائر بر) نگهداری اسب داشت تدارک کرده بود.
و از روایت عروهٔ بارقی از پیغمبر اکرم صلی الله علیه و آله و سلم ظاهر می‌شود که حسن و حسین اسم دو درخت در بهشتند که رسول خدا صلی الله علیه و آله و سلم در شب معراج از میوهٔ آن دو درخت خورده‌اند.

## دوران خلافت ابوبکر و عمر
در دوران ابوبکر، عروه در جنگ دومة الجندل حضور داشت و یکی و فرمانده لشکر مسلمانان در جنگ خنافس. در زمان عمر بن خطاب، عروه را قاضی کوفه کند.

## دوران خلافت عثمان
در سال ۳۳ هجری چند تن از اشراف کوفه و مهتران و فصیحان عرب، به سخنرانی و شوراندن مردم علیه عثمان و به تعبیر برخی منابع، فتنه آفرینی بر ضد او پرداختند. رئوس این جریان افراد ذیل بودند: مالک اشتر نخعی، ثابت قیس نخعی، کمیل بن زیادبن نخعی عروةبن جعد، عمرو بن جموح خساعی، و در نهایت، صعصعة بن صوحان. عثمان این جمعیت را از کوفه به شام تبعید کرد.
اساساً روش عثمان این بود که بر هر کس خشم می‌گرفت او را نفی بلد می‌کرد. وقتی عثمان، امارت کوفه را از ولید بن عقبه گرفت و به سعید بن عاص سپرد، اعتراضهای مردمی تا حدی فروکش کرد. این امر الزاماً به معنای رضایت مردم از والی جدید ـ چنان‌که برخی منابع مدعی شده‌اند نبود؛ چون یکی از اولین اقدامات او نفی بلد مشاهیر فوق بوده‌است. وی با این اقدام که با حمایت مستقیم عثمان انجام داده بود، هم از سویی از مردم زهرچشم گرفته و آنان را می‌ترساند و هم با حذف رئوس مخالفان، به راحتی با مدیریت نهضت به نحوی آن را منحرف کرد. با این حال، جریان مخالفت با عثمان، پایان نیافت و تا حذف او از خلافت ادامه پیدا کرد. پس از مدتی که از سکونت این جمع در شام می‌گذشت، معاویه برای عثمان چنین نوشت: «همانا گروهی پیش من آمدند که نه خردی دارند و نه دین، از عدالت و دادگری به ستوه آمده و دلتنگ شده‌اند، خدا را منظور ندارند و با دلیل و برهان سخن نمی‌گویند. همانا تنها قصدشان فتنه‌انگیزی است و خداوند، آنان را گرفتار و رسوا خواهد کرد و از آن گروهی نیستند که از ستیز ایشان بیمی داشته باشیم و اکثریتی میان کسانی که اهل غوغا و فتنه‌اند ندارند.» سپس معاویه آنان را از شام بیرون کرد.
ابوالحسن مدائنی نقل کرده: در شام میان آنان و معاویه چند مجلس صورت گرفت و مذاکرات و گفتگوهای طولانی داشته‌اند. حتی در یکی از این گفتگوها میان آنان و معاویه درگیری رخ داده است.
عثمان در پاسخ معاویه نوشت که آنان را به کوفه و نزد سعید بن عاص بفرستد و او چنان کرد؛ و ایشان در نکوهش سعید و عثمان و خرده گرفتن بر آن دو زبان گشودند، و عثمان برای سعید نوشت که آنان را به حمص تبعید کند و نزد عبدالرحمن بن خالد بن ولید بفرستد و او آنان را به حمص تبعید کرد.
وقتی آن گروه (مالک اشتر، ثابت بن قیس همدانی، کمیل بن زیاد نخعی و زید بن صوحان و برادرش صعصعه، جندب بن زهیر غامدی و جندب بن کعب ازدی، عروة بن جعد و عمرو بن حمق خزاعی و ابن کواء) به حمص رسیدند، عبدالرحمن بن خالد بن ولید، امیر حمص، در مدت سکونت آنان بارها ایشان را مورد تحقیر و توهین قرار داد و سرانجام از معاویه درخواست کرد که ایشان را به کوفه بازگرداند.

## دوران خلافت علی
عروه وی از اصحاب علی علیه السلام دانسته.

## وفات
معروف است که عروة بارقی آخرین نفر از اصحاب پیامبر (ص) بود که در سال‌های بین ۷۰ تا ۸۰ هجری از دنیا رفت.